# Eva Ravnić
Eva Ravnić, hrvatska sportašica, rođena 11.08.1977. u Rijeci. Profesorica fizike i politehnike. Hrvatska  vaterpolistica (vratarka), reprezentativka.
Prvakinja Hrvatske 2009/2010 s ekipom ŽVK Mladost, Zagreb
Osvajačica trofeja "Roza kapica" za najbolju igračicu sezone 2008/2009 s ekipom ŽVK Delfin iz Rovinja.
Prvakinja Hrvatske 2006/2007 i osvajačica Kupa Hrvatske 2005/2006 s ekipom ŽVK Primorje iz Rijeke.